# Jess Glynne
Jessica Hannah Glynne (Hampstead, Londres; 20 de octubre de 1989) conocida como Jess Glynne, es una cantante, compositora, pianista y modelo británica.
En 2013 firmó con Atlantic Records y al año siguiente alcanzó la fama cuando participó como vocalista en «Rather Be» de Clean Bandit que tuvo éxito internacional y en el Reino Unido, igual que «My Love» de Route 94. Glynne ha publicado dos álbumes de estudio, I Cry When I Laugh (2015) y Always in Between (2018) que alcanzaron al primer puesto en su país. Ostenta el récord por la mayor cantidad de sencillos números uno por una artista británica con un total de siete canciones.

## Biografía
Jessica Hannah Glynne nació el 20 de octubre de 1989 en el Hospital Royal Free en Hampstead, Londres. Su madre, Alexandra (de soltera Ingram), trabajó como A&R en Atlantic Records y su padre, Laurence Glynne, es un ejecutivo de bienes raíces. Sus abuelos eran judíos y realizaron cambios de apellidos para disfrazar su origen. A pesar de ello, se le inculcó las bases del judaísmo y asistió a la Sinagoga de Woodside Park. Creció en Muswell Hill, al norte de Londres, junto con su hermana mayor Rachel.
Sus padres eran aficionados a la música y durante su infancia la indujeron a escuchar diversos géneros, a partir de ello comenzó a interesarse por la música y disfrutaba descubrir diferentes tipos de sonidos y voces. Aprendió a cantar imitando artistas como Whitney Houston, Mariah Carey y Aretha Franklin a solas en su habitación, y cuando tenía doce años descubrió a Lauryn Hill y Amy Winehouse, y su interés por la música se vio más estimulado. Glynne estudió en el Colegio Fortismere, donde recibió lecciones de música, pero se sintió ignorada por los profesores porque no tocaba algún instrumento y en las  exhibiciones de talento a menudo fracasaba. Cuando tenía quince años, realizó una prueba para la serie de televisión The X Factor, gracias a una tía que la inscribió; sin embargo, se retiró del proceso de audición después de surgir un desacuerdo con una productora del programa.

## Carrera musical

### 2008–13: Inicios de su carrera
Cuando terminó la escuela en 2008, obtuvo varios empleos para ayudarse financieramente mientras perseguía su sueño de ser artista y después de realizar un viaje por América del Sur, Asia y Australia, ingresó en una compañía de gestión de música que la preparó para su futura carrera. Así comenzó a escribir canciones sobre su «vida y experiencias», inspiradas en Lauryn Hill, y para perfeccionar su arte pedía recomendaciones a los productores de la empresa. Reconoció que al principio tuvo algunos «obstáculos», pero la hicieron esforzarse más. Por otro lado, hizo un curso por un año en la Academia Británica de Música Contemporánea, perteneciente a la Access to Music, en Londres. Allí conoció a su colaboradora habitual Jin Jin, quien le presentó al productor Bless Beats y juntos grabaron varias demos. Por aquella época, seguía buscando su sonido y después de realizar cien canciones, compuso «Home» con la que afirma haberlo encontrado. La capacidad vocal de Glynne en una demo le gustó a Joe Gossa, copresidente de Black Butter Records, y firmaron un contrato editorial en 2013. Gossa dijo: «Su voz me enloqueció. Había una intensidad en ella. Puede hablar de cosas cotidianas de esta manera que es simplemente épica». Una empleada del sello tuvo un amorío con Glynne, pero poco tiempo después rompió con ella.
En agosto de 2013, Glynne firmó un contrato de grabación con Atlantic Records e influenciada por la ruptura comenzó a componer las canciones de su álbum debut, I Cry When I Laugh. La compañía organizó una sesión de grabación con Gorgon City y compusieron parte de «Right Here», que culminaron tiempo después. Una de las primeras canciones que compuso para el disco fue «Don't Be So Hard on Yourself», en que expresa su estado de ánimo al ingresar al estudio de grabación. Su despecho también inspiró canciones como «Hold My Hand» y «Take Me Home». En sus propias palabras: «Estaba pasando por una ruptura bastante dura, pero al mismo tiempo estaba empezando a vivir mis sueños de trabajar en mi álbum debut. Entonces traté de poner toda esa energía en mi música y me enfoqué en lo positivo. En el estudio, escribiría sobre la esperanza, alegría y felicidad como una forma de liberar todo lo que sentía en mi corazón. [I Cry When I Laugh] es esencialmente mi propia guía de autoayuda». El álbum contó con aportaciones de Emeli Sandé y Naughty Boy.

### 2013–16: Colaboraciones yI Cry When I Laugh
En 2013, Route 94 pidió a Glynne prestar su voz y reescribir una canción suya, llamada «My Love», que contenía una sample que tenía prohibido usar. «My Love» apareció en el álbum recopilatorio Annie Mac Presents de Annie Mac en octubre de 2013. Clean Bandit quedó cautivada cuando escuchó «My Love» y la contactó para que pusiera su voz en «Rather Be». Glynne al principio tenía dudas, porque nunca había cantado una canción sin haber participado en la composición; sin embargo, decidió grabar las voces. Según Jack Patterson, de Clean Bandit, «hay una verdadera sutileza de emoción en su voz. Puedes escuchar la fragilidad de su personalidad, pero al mismo tiempo hay una potencia bruta».
«Rather Be», publicado como un sencillo en enero de 2014, dio a Glynne su primer número uno en la lista de sencillos local, manteniéndose en dicha posición durante cuatro semanas consecutivas y recibió la certificación de cuádruple platino de la BPI, por lo que figura como uno de los sencillos más vendidos de la historia. Además ingresó entre los primeros cinco puestos en las listas de Europa y Oceanía, y la número diez en la Billboard Hot 100 de los Estados Unidos. La canción llegó al primer puesto en la Hot Dance/Electronic Song y recibió tres discos de platino de la RIAA. Después de este éxito, Route 94 publicó «My Love» como un sencillo en abril y también consiguió la número uno en el Reino Unido. Tanto «Rather Be» como «My Love» recibieron nominaciones en los Premios Brit de 2015 al mejor sencillo británico y el primero de estos ganó el Grammy a la mejor grabación dance ese mismo año. Holly Williams de Contactmusic.com calificó «Rather Be» como «brillante» y alabó su «falta de sobreelaboración», alegando que es uno de los motivos por el que se destaca, aunado a la voz de Glynne que de acuerdo con él es la «pieza central de la canción». Billboard la colocó en el puesto cuatro de su lista de las diez mejores canciones de 2014.

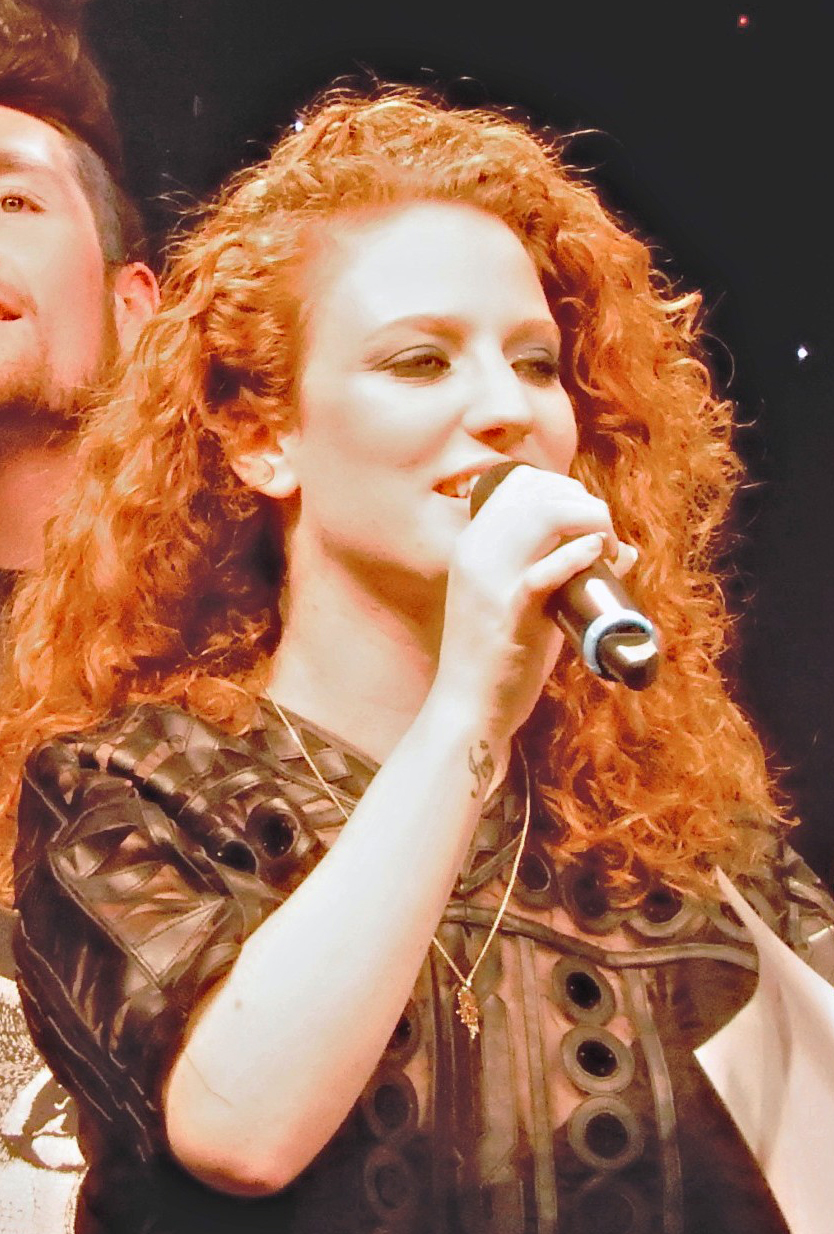
Jess Glynne en un concierto benéfico a finales de noviembre de 2015.

Su primer sencillo como solista, «Right Here», producido por Gorgon City, se lanzó en julio de 2014 e ingresó en varias listas de éxitos mundialmente, incluyendo el número seis en el Reino Unido. Glynne apareció en varios festivales de música británica a mediados de 2014, como Bestival, Glastonbury, Lovebox, Summer Series en Somerset House, V Festival y Wireless. En octubre realizó una gira de conciertos por el Reino Unido, y un mes después Clean Bandit estrenó su segunda colaboración con Glynne, «Real Love», y se situó en el puesto dos en la lista británica. La canción entró en las cuarenta principales en los listados de éxitos de varios países europeos y en Australia también tuvo popularidad, y consiguió la certificación de platino, al igual que en el Reino Unido.
El sencillo «Hold My Hand», el segundo como artista principal, entró en la número uno en el Reino Unido a finales de marzo de 2015, donde pasó tres semanas, y se convirtió en la segunda canción más exitosa comercialmente de Glynne en su país natal después de «Rather Be». En Estados Unidos ganó popularidad gracias a un comercial de Coca-Cola. «Not Letting Go», una colaboración con Tinie Tempah siguió en junio y le granjeó a la artista su cuarto número uno en la lista de sencillos británica. A mediados de 2015, tuvo que cancelar varias presentaciones en vivo, incluyendo una actuación musical en el festival de Glastonbury y una serie de conciertos como telonera de John Legend por Reino Unido, debido a una operación en sus cuerdas vocales para extirpar un pólipo. En agosto, antes del lanzamiento del álbum, se extrajo el sencillo «Don't Be So Hard on Yourself» e ingresó en la primera posición en la lista de sencillos local, con lo que empató el récord de Cheryl por la mayor cantidad de sencillos números uno por una artista británica, con un total de cinco temas.
Su álbum, I Cry When I Laugh, debutó con críticas mixtas en los periódicos cuando salió a la venta el 21 de agosto de 2015 y ocupó el primer puesto en la lista de álbumes británica. I Cry When I Laugh rebasó el millón de copias en el país natal de la artista y le valió la certificación de triple platino. En septiembre, participó en la duodécima serie de The X Factor en el segmento «Casa de los jueces» como invitada de Cheryl, y presentó el documental The Brit Invasion, producida por la revista Vice, que documentó el auge de la música dance británica en los Estados Unidos. En ese mismo mes, realizó una gira de conciertos en los Estados Unidos para promover I Cry When I Laugh, y luego llevó a cabo múltiples presentaciones en el Reino Unido entre octubre y noviembre. El sencillo benéfico «Take Me Home» para la BBC Children in Need, estrenado en noviembre, pasó a ser el quinto sencillo de I Cry When I Laugh y el octavo en general de la artista situado entre los diez primeros puestos de ese listado musical, tras ingresar en la sexta posición. En febrero de 2016, interpretó un popurrí de tres canciones del álbum en los Premios Brit y estuvo nominada en tres categorías. Un último sencillo del disco, «Ain't Got Far to Go», salió a la venta ese mismo mes, y hasta finales del año, continuó con la promoción del álbum por Norteamérica y Europa.

### 2016–22:Always in Betweeny receso
En enero de 2018, Rudimental publicó «These Days» en la que Glynne participó como vocalista. La canción tuvo éxito comercial y alcanzó la número uno en la lista de sencillos en el Reino Unido, dándole a Glynne el récord a la mayor cantidad de sencillos número uno por una artista británica con seis temas, que luego superó con «I'll Be There», sencillo principal de su segundo álbum Always in Between. Otros dos sencillos del álbum se colocaron dentro de las primeras diez posiciones de la misma lista: «All I Am» y «Thursday».
Always in Between salió a los mercados el 12 de octubre de 2018 con críticas mixtas de la prensa. Pero, tuvo éxito comercial y encabezó la lista de álbumes local, convirtiéndose en la única artista británica en alcanzar la primera posición en ese año. De esta manera, Glynne inició su gira «Always In Between» a finales de 2018 por el Reino Unido e Irlanda, antes de embarcarse en marzo de 2019 por los Estados Unidos, donde también sirvió como telonera de Leon Bridges.

### 2022–act.: Contrato con EMI yJess
Tras un desacuerdo con su sello discográfico sobre la dirección futura de su música, Glynne se separó de Atlantic Records en enero de 2022. En octubre de 2022, se confirmó que Glynne firmó con United Talent Agency para representarla en todo el mundo, además de firmar con la división de gestión de Roc Nation. Un mes después, Glynne confirmó que había firmado un nuevo contrato discográfico con EMI y que lanzaría nueva música en 2023.
«Silly Me» fue lanzado el 28 de abril de 2023 como sencillo y fue coescrito con Knox Brown, P2J Mike Horner. Además, Glynne también confirmó que estaba trabajando en nuevo álbum y que este sencillo iría incluido junto a otros títulos: «Promise Me», «Love Is Not Enough» y «Enough». El segundo sencillo del álbum titulado «What Do You Do?», fue lanzado el 14 de julio de 2023.
El 20 de octubre de 2023, Glynne lanzó un nuevo sencillo «Friend of Mine», escrito con Jin Jin, Ollie Green y Sub Focus, este último también produjo la canción. Al momento de lanzar la canción, Glynne reveló con su estreno que el álbum estaba terminado pero no finalizado.
En una entrevista para la BBC News en enero de 2024, reveló que su tercer álbum de estudio se lanzaría en la primavera del 2024. Además, confirmó el lanzamiento de un nuevo sencillo, titulado «Enough». Fue publicado el 16 de febrero de 2024. El tercer álbum de estudio llevará como nombre Jess.

## Arte

### Influencias

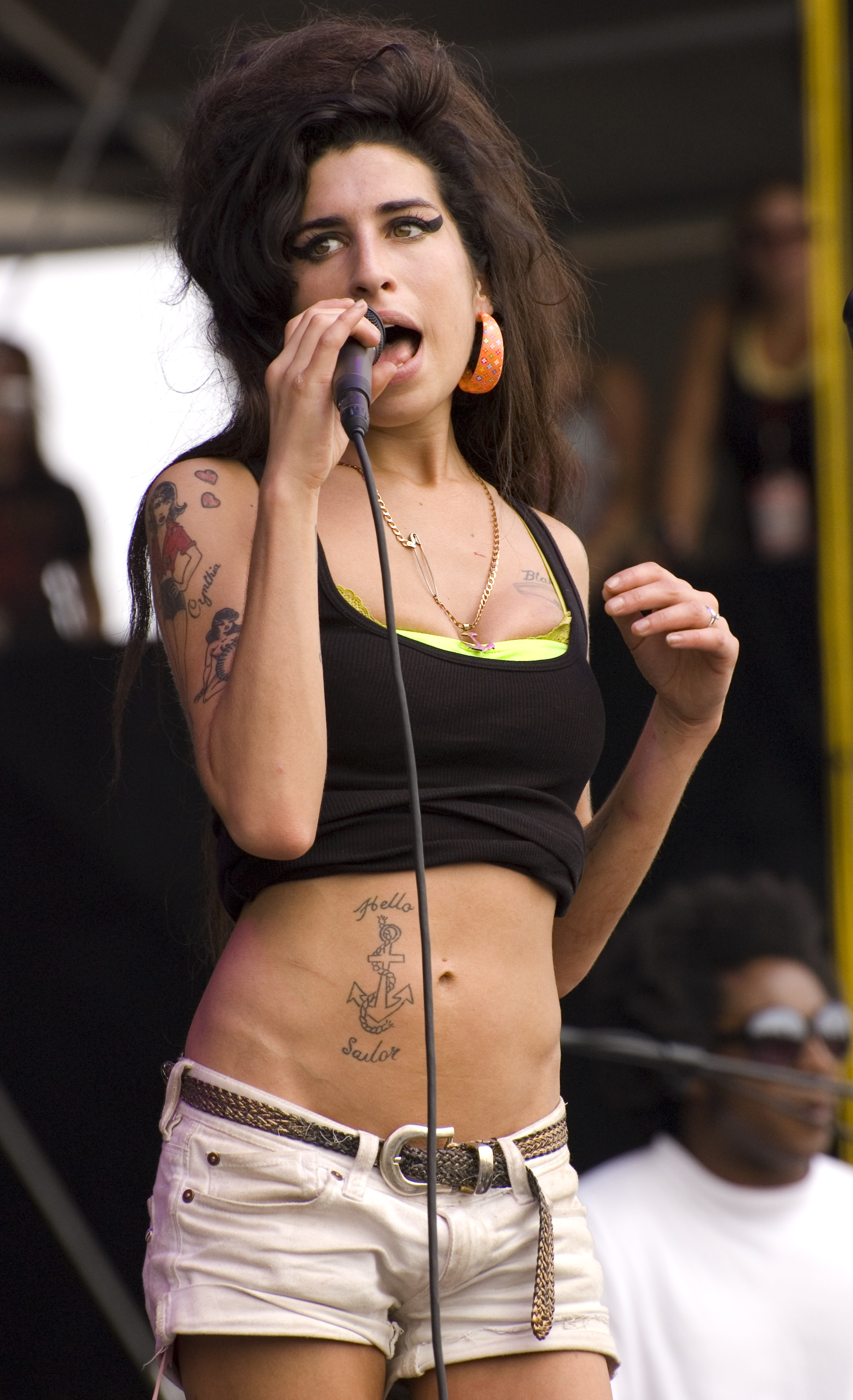
Amy Winehouse fue una de las artistas que más inspiró a Glynne en su infancia.

Glynne creció escuchando una variedad de géneros como el soul, R&B y pop que sus padres solían poner en casa. Cita a Amy Winehouse como su más grande influencia y la reconoce como la figura crucial para convertirse en una artista. Aretha Franklin, Etta James, Sam Cooke, Destiny's Child, Mariah Carey, Mavis Staples, Mary J. Blige, Whitney Houston y Beyoncé han influenciado en sus capacidades vocales. Cuenta que Lauryn Hill es su mayor influencia cuando escribe canciones y con su álbum The Miseducation of Lauryn Hill le dio el coraje para componer sobre su vida personal. Explicó que: «Solía escribir todas las letras de sus canciones para absorberlas y, a través de eso, aprendí un poco sobre la estructura y cómo unir las canciones. […] Una cosa que Lauryn me enseñó fue que, cuando escribes canciones sobre personas con las que has estado en relación, escribe sobre tu propio viaje y tus propias experiencias. Encuentro terapia en mi música: es mi manera de dejar salir las cosas, dejarlas ir y entender mis emociones». También ha tomado como referencia la forma de componer de los artistas de rap Eminem, Jay Z y Kendrick Lamar. Por otra parte, se inspiró en las grabaciones de Prince y Frank Ocean cuando realizó su álbum debut, I Cry When I Laugh.

### Estilo musical
La música de Glynne ha sido descrita como soul, R&B, pop y EDM. Múltiples críticos también notan las influencias del country en sus canciones, como «Hold My Hand» y «I'll Be There». Al respecto, Glynne comentó que si bien no es una amante de este género, por un tiempo escuchó Keith Urban y Gavin DeGraw, por lo que pensaba que su influencia salía a reducir sin ninguna intención. Asimismo, reconoce que la melodía de «Hold My Hand» es similar a «9 to 5» de Dolly Parton. Hazel Cills escribió para Spin que  I Cry When I Laugh «suena como un disco gospel falto de Jesús, la espiritualidad de Glynne es una exploración optimista del amor propio y la reparación de un corazón roto. La mayor parte del disco se siente encadenado al piano».
Glynne es una vocalista contralto. El reportero Mclean Craig, de Evening Standard, encontró en ella similitudes con Amy Winehouse, alegando que ambas artistas además de cantar canciones sentidas, tienen «voces potentes». La sonoridad de su voz, también ha sido comparada con la de Taylor Dayne. Por otro lado, Maura Johnston de Boston Globe, escribió que: «Las comparaciones con Adele y Amy Winehouse probablemente lloverán, pero esa interpretación es superficial; Glynne es menos melancólica que la tormentosa cantante de "Rolling in the Deep" [Adele] y cambia el ingenio cáustico que recorrió los éxitos de Winehouse por un optimismo lo suficientemente herido como para no parecer ingenua». Q magacín opina que: «La voz de Glynne es un arma poderosa para lograr la sumisión de la audiencia, pero rápidamente se convierte en un eslabón débil, haciendo que Florence Welch suene como Vashti Bunyan». Por su parte, Maura Johnston de Rolling Stone escribió que «tiene una voz ronca, pero suave, marcada por un vibrato inquieto».
La PRS For Music en un informe de ventas de 2018 señaló a Glynne como una de las compositoras británicas más exitosas de su generación.

## Imagen pública

### Sexualidad
Según Georgette Culley y Dora Allday, del diario The Sun, «la honestidad de Glynne sobre sus relaciones la ha convertido en un ícono de la comunidad gay». A pesar de que Glynne se muestra reacia a describir su sexualidad, afirma que es bisexual y que ha mantenido relaciones sentimentales tanto con hombres como mujeres.

## Discografía

#### Álbumes de estudio
- I Cry When I Laugh (2015)
- Always in Between (2018)
- Jess (2024)

## Giras
- «Take Me Home Tour» (2016)[50]
- «Always in Between Tour» (2018)[55]

## Premios y nominaciones
| Año  | Premio                  | Categoría                         | Trabajo nominado | Resultado |
| ---- | ----------------------- | --------------------------------- | ---------------- | --------- |
| 2014 | BBC Music Awards        | Canción del año                   | "Rather Be"      | Nominada  |
| 2014 | LOS40 Music Awards      | Mejor canción en inglés           | "Rather Be"      | Nominada  |
| 2015 | Billboard Music Awards  | Top Dance/Electronic Song         | "Rather Be"      | Nominada  |
| 2015 | Premios Grammy          | Mejor grabación dance/electrónica | "Rather Be"      | Ganadora  |
| 2015 | Ivor Novello Awards     | Most Performed Work               | "Rather Be"      | Ganadora  |
| 2015 | Ivor Novello Awards     | Best Contemporary Song            | "Rather Be"      | Ganadora  |
| 2015 | Brit Awards             | British Single of the Year        | "Rather Be"      | Nominada  |
| 2015 | Brit Awards             | British Single of the Year        | "My Love"        | Nominada  |
| 2015 | Brit Awards             | British Video of the Year         | "My Love"        | Nominada  |
| 2015 | MTV Europe Music Awards | Best New Act                      | Ella misma       | Nominada  |
| 2015 | MTV Europe Music Awards | Best Push Act                     | Ella misma       | Nominada  |
| 2015 | MTV Europe Music Awards | Best UK & Ireland Act             | Ella misma       | Nominada  |
| 2015 | BBC Music Awards        | Canción del año                   | "Hold My Hand"   | Nominada  |
| 2016 | Ivor Novello Awards     | PRS For Music Most Performed Work | "Hold My Hand"   | Nominada  |
| 2016 | Brit Awards             | British Single of the Year        | "Hold My Hand"   | Nominada  |
| 2016 | Brit Awards             | British Breakthrough Act          | Ella misma       | Nominada  |
| 2016 | Brit Awards             | British Female Solo Artist        | Ella misma       | Nominada  |
| 2016 | Silver Clef Award       | Best Newcomer Award               | Ella misma       | Ganadora  |
| 2016 | Premios Glamour         | Next Breakthrough                 | Ella misma       | Ganadora  |
| 2016 | ASCAP Vanguard Award    | Vanguard Award                    | Ella misma       | Ganadora  |
| 2016 | ASCAP Vanguard Award    | EDM Song Award                    | "Hold My Hand"   | Ganadora  |
| 2016 | BBC Radio 1 Teen Awards | Best British Solo artist          | Ella misma       | Nominada  |
| 2016 | MTV Europe Music Awards | Best World Stage Performance      | Ella misma       | Nominada  |
| 2016 | BBC Music Awards        | British Artist of the Year        | Ella misma       | Nominada  |
| 2019 | Brit Awards             | British Video of the Year         | "These Days"     | Nominada  |
| 2019 | Brit Awards             | British Single of the Year        | "These Days"     | Nominada  |
| 2019 | Brit Awards             | British Single of the Year        | "I'll Be There"  | Nominada  |
| 2019 | Brit Awards             | British Female Solo Artist        | Ella misma       | Nominada  |
| 2019 | Ivor Novello Awards     | Most Performed Work               | "These Days"     | Ganadora  |